# Закшево (гміна, Злотовський повіт)
Гміна Закшево (пол. Gmina Zakrzewo) — сільська гміна у північно-західній Польщі. Належить до Злотовського повіту Великопольського воєводства.
Станом на 31 грудня 2011 у гміні проживало 4919 осіб.

## Територія
Згідно з даними за 2007 рік площа гміни становила 162.52 км², у тому числі:
- орні землі: 46.00%
- ліси: 46.00%

Таким чином, площа гміни становить 9.78% площі повіту.

## Населення
Станом на 31 грудня 2011:
| Опис     | Загалом | Загалом | Чоловіки | Чоловіки | Жінки | Жінки |
| -------- | ------- | ------- | -------- | -------- | ----- | ----- |
| одиниця  | осіб    | %       | осіб     | %        | осіб  | %     |
| все      | 4919    | 100     | 2496     | 50.74    | 2423  | 49.26 |
| міське   | 0       | 100     | 0        |          | 0     |       |
| сільське | 4919    | 100     | 2496     | 50.74    | 2423  | 49.26 |

## Сусідні гміни
Гміна Закшево межує з такими гмінами: Венцборк, Злотув, Ліпка.